# 金聖恵

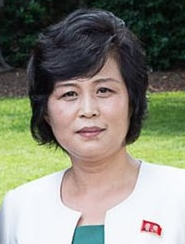
2018年

金 聖恵（キム・ソンヘ、朝鮮語: 김성혜/金聖惠、1965年7月17日 - ）は、朝鮮民主主義人民共和国の政治家。
平安南道出身。金日成総合大学を卒業したとされ、韓国と北朝鮮の会談にたびたび参加している。 2005年の第15回南北閣僚級会談では随行員を務め、2006年には南北共同行事実務要員、2007年の第2回南北首脳会談で韓国側の特別随行員の案内人を務めた。 2018年時点で朝鮮労働党統一前線部室長を務めている。同年には平昌オリンピックのため訪韓した金与正に同行し、2019年1月には金英哲の訪米に同行し、2月には米国務省対北朝鮮政策特別代表のスティーブン・ビーガンらと会談した。その後、一部報道によれば、ハノイでのアメリカ合衆国との交渉が決裂したことにより政治犯収容所に収容されたとされる。